# 皮拉佩廷加
皮拉佩廷加是巴西米纳斯吉拉斯州的一个市镇。总面积192.23平方公里，总人口10240人，人口密度53.3人/平方公里。